# Puspo (Puspo)
Puspo is een bestuurslaag in het regentschap Pasuruan van de provincie Oost-Java, Indonesië. Puspo telt 5142 inwoners (volkstelling 2010).